# Campeonato mundial A de hockey patines masculino de 2003
El XXXVI Campeonato mundial de hockey sobre patines masculino se celebró en Oliveira de Azeméis, Portugal, entre el 27 de septiembre y el 4 de octubre de 2003. 
En el torneo participaron las selecciones de hockey de 16 países, repartidas en la primera ronda en 4 grupos.
La final del campeonato fue disputada por las selecciones de Portugal e Italia. El partido concluyó con el resultado de empate a cero, pero un tanto de Pedro Alves en la prórroga dio la victoria al conjunto luso que le valió para alzarse con su título 15º.

## Equipos participantes
16 selecciones nacionales participaron del torneo, de los cuales 9 equipos eran de Europa, 5 eran de América y 2 de África.
| Inglaterra | Angola    | Andorra        | Alemania     |
| España     | Argentina | Brasil         | Francia      |
| Mozambique | Chile     | Estados Unidos | Países Bajos |
| Suiza      | Colombia  | Italia         | Portugal     |

## Resultados

### Grupo A
| Equipo     | Pts | PJ | PG | PE | PP | GF | GC | Dif |
| ---------- | --- | -- | -- | -- | -- | -- | -- | --- |
| España     | 9   | 3  | 3  | 0  | 0  | 14 | 3  | +11 |
| Suiza      | 6   | 3  | 2  | 0  | 1  | 8  | 5  | +3  |
| Mozambique | 3   | 3  | 1  | 0  | 2  | 6  | 6  | 0   |
| Inglaterra | 0   | 3  | 0  | 0  | 3  | 2  | 16 | -14 |

| Mozambique | 1:2 | Suiza      |
| Inglaterra | 0:8 | España     |
| España     | 3:2 | Mozambique |
| Suiza      | 5:1 | Inglaterra |
| Mozambique | 3:1 | Inglaterra |
| Suiza      | 1:3 | España     |

### Grupo B
| Equipo    | Pts | PJ | PG | PE | PP | GF | GC | Dif |
| --------- | --- | -- | -- | -- | -- | -- | -- | --- |
| Argentina | 9   | 3  | 3  | 0  | 0  | 39 | 3  | +36 |
| Angola    | 6   | 3  | 2  | 0  | 1  | 6  | 9  | -3  |
| Chile     | 3   | 3  | 1  | 0  | 2  | 6  | 21 | -15 |
| Colombia  | 0   | 3  | 0  | 0  | 3  | 3  | 21 | -18 |

| Colombia  | 0:14 | Argentina |
| Chile     | 0:2  | Angola    |
| Chile     | 5:3  | Colombia  |
| Argentina | 9:2  | Angola    |
| Argentina | 16:1 | Chile     |
| Colombia  | 0:2  | Angola    |

### Grupo C
| Equipo         | Pts | PJ | PG | PE | PP | GF | GC | Dif |
| -------------- | --- | -- | -- | -- | -- | -- | -- | --- |
| Italia         | 9   | 3  | 3  | 0  | 0  | 21 | 5  | +16 |
| Brasil         | 6   | 3  | 2  | 0  | 1  | 15 | 11 | +4  |
| Estados Unidos | 3   | 3  | 1  | 0  | 2  | 8  | 18 | -10 |
| Andorra        | 0   | 3  | 0  | 0  | 3  | 5  | 15 | -10 |

| Estados Unidos | 5:1  | Andorra        |
| Italia         | 6:3  | Brasil         |
| Brasil         | 7:2  | Estados Unidos |
| Andorra        | 1:5  | Italia         |
| Andorra        | 3:5  | Brasil         |
| Estados Unidos | 1:10 | Italia         |

### Grupo D
| Equipo       | Pts | PJ | PG | PE | PP | GF | GC | Dif |
| ------------ | --- | -- | -- | -- | -- | -- | -- | --- |
| Portugal     | 9   | 3  | 3  | 0  | 0  | 24 | 4  | +20 |
| Francia      | 6   | 3  | 2  | 0  | 1  | 13 | 6  | +7  |
| Alemania     | 3   | 3  | 1  | 0  | 2  | 5  | 12 | -7  |
| Países Bajos | 0   | 3  | 0  | 0  | 3  | 1  | 21 | -20 |

| Francia      | 3:4  | Portugal     |
| Países Bajos | 0:3  | Alemania     |
| Portugal     | 12:0 | Países Bajos |
| Alemania     | 1:4  | Francia      |
| Portugal     | 8:1  | Alemania     |
| Francia      | 6:1  | Países Bajos |

## Fase final

### Puestos del 1 al 8
|  | Cuartos de final        | Cuartos de final        |                         |           | Semifinales  | Semifinales  |  |  | Final                   | Final |
|  |                         |                         |                         |           |              |              |  |  |                         |       |
|  | 2 de septiembre de 2003 |                         |                         |           |              |              |  |  |                         |       |
|  |                         |                         |                         |           |              |              |  |  |                         |       |
|  | España                  | 9                       |                         |           |              |              |  |  |                         |       |
|  | España                  | 9                       | 3 de septiembre de 2003 |           |              |              |  |  |                         |       |
|  | Angola                  | 1                       |                         |           |              |              |  |  |                         |       |
|  | Angola                  | 1                       | España                  | 3         |              |              |  |  |                         |       |
|  | 2 de septiembre de 2003 |                         | España                  | 3         |              |              |  |  |                         |       |
|  |                         | Italia                  | 4                       |           |              |              |  |  |                         |       |
|  | Italia                  | Italia                  | 4                       | 4         |              |              |  |  |                         |       |
|  | Italia                  |                         | 4 de septiembre de 2003 | 4         |              |              |  |  |                         |       |
|  | Francia                 | 1                       |                         |           |              |              |  |  |                         |       |
|  | Francia                 | 1                       | Portugal                | 1         |              |              |  |  |                         |       |
|  | 2 de septiembre de 2003 |                         | Portugal                | 1         |              |              |  |  |                         |       |
|  |                         | Italia                  | 0                       |           |              |              |  |  |                         |       |
|  | Portugal                | Italia                  | 0                       | 4         |              |              |  |  |                         |       |
|  | Portugal                | 3 de septiembre de 2003 |                         | 4         |              |              |  |  |                         |       |
|  | Brasil                  | 1                       |                         |           |              |              |  |  |                         |       |
|  | Brasil                  | 1                       | Portugal                | 2         | Tercer lugar | Tercer lugar |  |  |                         |       |
|  | 2 de septiembre de 2003 |                         | Portugal                | 2         |              |              |  |  |                         |       |
|  |                         | Argentina               | 1                       |           |              |              |  |  |                         |       |
|  | Argentina               | Argentina               | 1                       | 7         | España       | 3            |  |  |                         |       |
|  | Argentina               |                         |                         | 7         | España       | 3            |  |  |                         |       |
|  | Suiza                   | 1                       |                         | Argentina | 1            |              |  |  |                         |       |
|  | Suiza                   | 1                       |                         |           | 1            |              |  |  |                         |       |
|  |                         |                         |                         |           |              |              |  |  | 4 de septiembre de 2003 |       |
|  |                         |                         |                         |           |              |              |  |  |                         |       |

|  | Eliminatoria del 5º al 8º | Eliminatoria del 5º al 8º |   |                         | 5º y 6º Puesto          | 5º y 6º Puesto |  |
|  |                           |                           |   |                         |                         |                |  |
|  |                           |                           |   |                         |                         |                |  |
|  | 3 de septiembre de 2003   |                           |   |                         |                         |                |  |
|  | Angola                    | 1                         |   |                         |                         |                |  |
|  | Francia                   | 5                         |   |                         |                         |                |  |
|  |                           |                           |   |                         |                         |                |  |
|  |                           |                           |   |                         | 4 de septiembre de 2003 |                |  |
|  |                           |                           |   |                         | Francia                 | 1              |  |
|  |                           | Brasil                    | 6 |                         |                         |                |  |
|  |                           |                           |   |                         |                         |                |  |
|  |                           |                           |   |                         |                         |                |  |
|  |                           |                           |   |                         | 7º y 8º Puesto          |                |  |
|  | 3 de septiembre de 2003   | 3 de septiembre de 2003   |   | 4 de septiembre de 2003 | 4 de septiembre de 2003 |                |  |
|  | Brasil                    | 5                         |   | Angola                  | 3                       |                |  |
|  | Suiza                     | 3                         |   |                         | Suiza                   | 5              |  |

### Puestos del 9 al 16
|  | Eliminatoria del 9º al 16º | Eliminatoria del 9º al 16º |                         |          | Eliminatoria del 9º al 12º | Eliminatoria del 9º al 12º |  |  | 9º Puesto               | 9º Puesto |
|  |                            |                            |                         |          |                            |                            |  |  |                         |           |
|  | 2 de septiembre de 2003    |                            |                         |          |                            |                            |  |  |                         |           |
|  |                            |                            |                         |          |                            |                            |  |  |                         |           |
|  | Mozambique                 | 7                          |                         |          |                            |                            |  |  |                         |           |
|  | Mozambique                 | 7                          | 3 de septiembre de 2003 |          |                            |                            |  |  |                         |           |
|  | Colombia                   | 2                          |                         |          |                            |                            |  |  |                         |           |
|  | Colombia                   | 2                          | Mozambique              | 11       |                            |                            |  |  |                         |           |
|  | 2 de septiembre de 2003    |                            | Mozambique              | 11       |                            |                            |  |  |                         |           |
|  |                            | Países Bajos               | 0                       |          |                            |                            |  |  |                         |           |
|  | Estados Unidos             | Países Bajos               | 0                       | 2        |                            |                            |  |  |                         |           |
|  | Estados Unidos             |                            | 4 de septiembre de 2003 | 2        |                            |                            |  |  |                         |           |
|  | Países Bajos               | 3                          |                         |          |                            |                            |  |  |                         |           |
|  | Países Bajos               | 3                          | Mozambique              | 2        |                            |                            |  |  |                         |           |
|  | 2 de septiembre de 2003    |                            | Mozambique              | 2        |                            |                            |  |  |                         |           |
|  |                            | Chile                      | 4                       |          |                            |                            |  |  |                         |           |
|  | Chile                      | Chile                      | 4                       | 7        |                            |                            |  |  |                         |           |
|  | Chile                      | 3 de septiembre de 2003    |                         | 7        |                            |                            |  |  |                         |           |
|  | Inglaterra                 | 0                          |                         |          |                            |                            |  |  |                         |           |
|  | Inglaterra                 | 0                          | Chile                   | 3(6)     | 11º y 12º                  | 11º y 12º                  |  |  |                         |           |
|  | 2 de septiembre de 2003    |                            | Chile                   | 3(6)     | 11º y 12º                  | 11º y 12º                  |  |  |                         |           |
|  |                            | Alemania                   | 3(5)                    |          |                            |                            |  |  |                         |           |
|  | Alemania                   | Alemania                   | 3(5)                    | 4        | Países Bajos               | 4                          |  |  |                         |           |
|  | Alemania                   |                            |                         | 4        | Países Bajos               | 4                          |  |  |                         |           |
|  | Andorra                    | 2                          |                         | Alemania | 2                          |                            |  |  |                         |           |
|  | Andorra                    | 2                          |                         |          | 2                          |                            |  |  |                         |           |
|  |                            |                            |                         |          |                            |                            |  |  | 4 de septiembre de 2003 |           |
|  |                            |                            |                         |          |                            |                            |  |  |                         |           |

|  | Eliminatoria del 13º al 16º | Eliminatoria del 13º al 16º |   |                         | 13º y 14º Puesto        | 13º y 14º Puesto |  |
|  |                             |                             |   |                         |                         |                  |  |
|  |                             |                             |   |                         |                         |                  |  |
|  | 3 de septiembre de 2003     |                             |   |                         |                         |                  |  |
|  | Colombia                    | 0                           |   |                         |                         |                  |  |
|  | Estados Unidos              | 5                           |   |                         |                         |                  |  |
|  |                             |                             |   |                         |                         |                  |  |
|  |                             |                             |   |                         | 4 de septiembre de 2003 |                  |  |
|  |                             |                             |   |                         | Estados Unidos          | 5                |  |
|  |                             | Andorra                     | 2 |                         |                         |                  |  |
|  |                             |                             |   |                         |                         |                  |  |
|  |                             |                             |   |                         |                         |                  |  |
|  |                             |                             |   |                         | 15º y 16º Puesto        |                  |  |
|  | 3 de septiembre de 2003     | 3 de septiembre de 2003     |   | 4 de septiembre de 2003 | 4 de septiembre de 2003 |                  |  |
|  | Inglaterra                  | 2(3)                        |   | Colombia                | 6                       |                  |  |
|  | Andorra                     | 2(4)                        |   |                         | Inglaterra              | 4                |  |

## Estadísticas

### Clasisficación general
| 1. Portugal        |
| 2. Italia          |
| 3. España          |
| 4. Argentina       |
| 5. Brasil          |
| 6. Francia         |
| 7. Suiza           |
| 8. Angola          |
| 9. Chile           |
| 10. Mozambique     |
| 11. Países Bajos   |
| 12. Alemania       |
| 13. Estados Unidos |
| 14. Andorra        |
| 15. Colombia       |
| 16. Inglaterra     |

## Goleadores
13 goles
- David Alejandro Paez

12 goles
- Paulo Pereira

11 goles
- Martin Ernesto Payero

9 goles
- José Osvaldo Raed

8 goles
- Claudio Selva Filho Lopes
- Jorge Salgado
- Alessandro Michielon
- Sergi Panadero Ardart